# Bobby Hebb
Bobby Hebb (* 26. Juli 1938 in Nashville, Tennessee; † 3. August 2010 ebenda; eigentlicher Name Robert Von Hebb) war ein US-amerikanischer Sänger und Songwriter. Bekannt wurde er 1966 durch seinen Hit Sunny.

## Leben
Bobby Hebb wuchs in einer sehr musikalischen Familie auf. Seine Eltern, obwohl beide blind waren, waren Musiker, wie auch viele Verwandte, zu denen auch der Bluesmusiker Leadbelly gehörte. Sein sechs Jahre älterer Bruder Harold hatte Steptanzen gelernt und mit ihm stand er das erste Mal als Gesangsbegleitung auf der Bühne einer Vaudeville-Show, als er gerade drei Jahre alt geworden war. Während seiner Kindheit trat er oft mit seinem Bruder und begleitet von seinen Eltern in Clubs und auf Bühnen in Nashville auf.
Später schloss sich Harold 'Hal' Hebb der R&B-Band Marigolds an, während Bobby etwa ab 1952 der Countrytruppe Roy Acuff's Smokey Mountain Boys angehörte und mit ihnen in der Grand Ole Opry auftrat, als einer der ersten Afroamerikaner. 1954 ging er nach Chicago, wo er sich für Bluesmusik zu interessieren begann und Bo Diddley kennenlernte. Kurz darauf trat er für einige Zeit der Jazzband der US Navy als Trompeter bei.
Seine erste Plattenaufnahme machte Hebb 1958 mit dem Titel Night Train to Memphis. Drei Jahre später ging er nach New York, wo er unter anderem zwei Jahre lang in Sylvia Robinson's Blue Morocco Club auftrat. Robinson war Teil des erfolgreichen Duos Mickey & Silvia (Love Is Strange) und als Mickey Baker Mitte der 60er nach Europa ging, ersetzte ihn Hebb und machte mit Robinson einige Zeit als Bobby & Sylvia weiter.

### Sunny
Bereits im November 1963 war Hebbs Bruder in Nashville bei einer Messerstecherei ums Leben gekommen. In der damaligen Stimmung schrieb Bobby Hebb den hoffnungsvollen Song Sunny. Die Japanerin Mieko Hirota nahm das Lied 1965 erstmals auf. Erst nach dem Ende von Bobby & Sylvia 1966 entstand seine erste eigene Aufnahme – und er hatte damit seinen größten Hit. Die Single war ein Millionenseller und erreichte Platz 2 der US-Charts. Auch in England war er damit erfolgreich.

### Nach dem Hit
Bobby Hebb hatte zwar noch zwei weitere kleinere Hits in den Billboard Hot 100 und auch das nach dem Lied benannte Album konnte sich in den Verkaufscharts platzieren, doch Sunny blieb sein herausragender Erfolg („One-Hit-Wonder“). Er machte ihn sogar zum Headliner gemeinsam mit den Beatles bei einer US-Tour.
In den folgenden Jahren brachten Alkoholprobleme Hebbs Karriere zum Stillstand. In den 70ern hatte er mit Love Love Love noch einmal einen UK-Hit und seine Discoversion seines größten Hits Sunny '76 erreichte noch einmal Platz 11 der US-Disco-Charts.
Danach war Hebb vor allem als Songwriter tätig. Unter anderem schrieb er zusammen mit Sandy Baron eine Broadway-Show und gemeinsam schrieben sie auch den Hit A Natural Man von Lou Rawls, für den dieser einen Grammy bekam. Eigene Aufnahmen machte Bobby Hebb jedoch nach 1970 lange Zeit kaum noch und erst 2005 erschien wieder ein Album. Am 3. August 2010 starb er im Alter von 72 Jahren in Nashville an Lungenkrebs.

### Nachrufe
- Katja Iken: „Sunny“ – wie Bobby Hebb ein Jahrhundert-Hit gelang, Biografie & kommentierte Fotostrecke, einestages vom 8. Juli 2016.
- Bobby Hebb obituary, The Guardian vom 5. August 2010. (englisch)

### Musikbeispiele
- Bobby Hebb: Sunny auf YouTube